# Gens Clodia
De Gens Clodia was een plebejische gens ontstaan uit de patricische gens Claudia. De gens ontstond toen Publius Clodius Pulcher, de eerste van die gens zich - met hulp van Julius Caesar - liet adopteren door een plebejer opdat hij tribunus plebis (volkstribuun) kon worden. Dit ambt was immers enkel voor plebejers toegankelijk en bezat belangrijke bevoegdheden die Clodius in zijn politieke spel handig van pas kwamen.
Bekende leden van deze gens waren:
- Publius Clodius Pulcher, republikeins politicus;
- Clodia, tweede zus van Publius Clodius Pulcher;
- Clodius Aesopus, tragedieschrijver 1e eeuw v.Chr.;
- Gaius Clodius Vestalis, mogelijke bouwer van de Via Clodia;
- Publius Clodius Thrasea Paetus, senator tijdens de regering van Nero;
- Lucius Clodius Macer, een legatus die een opstand begon tegen Nero;
- Publius Clodius Quirinalis uit Arelate in Gallië, een leraar in de retorica ten tijde van Nero;
- Decimus Clodius Albinus, een opstandige keizer van 196 tot 197;
- Marcus Clodius Pupienus Maximus, keizer in 238.

## Trivia
Clodio de Langharige, een krijgsheer van de Salische Franken wordt soms ook "Clodius I" genoemd.